# Racine carrée Live
Albums de Stromae
Racine carrée
(2013) Multitude
(2022)
Racine carrée Live (stylisée √ Live) est un DVD live du chanteur belge Stromae enregistré lors de sa tournée internationale Racine carrée Tour et qui est sorti le 11 décembre 2015 chez Sony Music.

## Genèse et présentation de l'album
Le DVD a été enregistré le 28 et le 29 septembre 2015 au Centre Bell à Montréal, au Canada où le spectacle avait attiré 22 186 spectateurs.
La même boîte de rangement se présente sous un livret de 80 p. retraçant en photos les 209 concerts depuis 2013 avec la pochette de rangement du DVD dans la 3e page de couverture.
Le contenu du DVD a été diffusé le soir du 9 décembre 2015 gratuitement sur YouTube par Vevo.

## Liste des pistes
On peut trouver douze titres de Racine carrée, contre cinq de Cheese. L'album live reprend l'intégralité des pistes chantées lors des concerts.
| No  | Titre                          | Auteur  | Durée |
| --- | ------------------------------ | ------- | ----- |
| 1.  | Introduction                   |         | 3:45  |
| 2.  | Ta fête (Racine carrée)        | Stromae | 4:18  |
| 3.  | Bâtard (Racine carrée)         | Stromae | 3:36  |
| 4.  | Peace or Violence (Cheese)     | Stromae | 4:43  |
| 5.  | Te quiero (Cheese)             | Stromae | 4:31  |
| 6.  | Tous les mêmes (Racine carrée) | Stromae | 8:35  |
| 7.  | Ave Cesaria (Racine carrée)    | Stromae | 8:28  |
| 8.  | Sommeil (Racine carrée)        | Stromae | 3:51  |
| 9.  | Quand c'est ? (Racine carrée)  | Stromae | 4:27  |
| 10. | Je cours (Cheese)              | Stromae | 4:26  |
| 11. | Moules frites (Racine carrée)  | Stromae | 7:29  |
| 12. | Formidable (Racine carrée)     | Stromae | 6:41  |
| 13. | Silence (Cheese)               | Stromae | 5:16  |
| 14. | Carmen (Racine carrée)         | Stromae | 4:54  |
| 15. | Humain à l'eau (Racine carrée) | Stromae | 7:30  |
| 16. | Alors on danse (Cheese)        | Stromae | 4:58  |
| 17. | Papaoutai (Racine carrée)      | Stromae | 12:55 |
| 18. | Merci (Racine carrée)          | Stromae | 10:22 |
| 19. | Tous les mêmes (a cappella)    | Stromae | 6:32  |

## Classement
| Classement                    | Meilleure position |
| ----------------------------- | ------------------ |
| Belgique (Wallonie Ultratop)  | 1                  |
| Belgique (Flandre Ultratop)   | 1                  |
| France (SNEP)                 | 1                  |
| Pays-Bas (Mega Album Top 100) | 1                  |
| Italie (FIMI)                 | 3                  |

### Certifications
| Région        | Certification | Ventes/Streams |
| ------------- | ------------- | -------------- |
| France (SNEP) | Diamant       | 60 000         |

## Musiciens et crédits[13]
- Musiciens :
  - Emmanuel Avgoustinatos
  - Simon Lesaint
  - Yoshi Masuda
  - Florian Rossi
- Directeurs : Luc Junior Tam, Gautier & Leduc
- Directeur de photographie : Raphaël Bauche
- Directeur technique : Martin Poirier
- Assistant technique : Claude Roberge
- Ingénieurs son : Lionel Capouillez, Denis Savage
- Opérateurs son : Nicolas Meynard, Éric Desroches
- Techniciens son : Keith McMullen
- Directeur du montage vidéo : Pierre Depetrillo
- Machiniste vidéo :
  - Maude Aubin
  - Pierre Luc Audet
  - Gabrielle Brulotte
  - Ghislain D'Amour
  - Jean Pierre Diotte
  - Bécassine Jalbert
  - Frédéric Lagacé
  - Jean martin Migneault
  - Patrick Vezeau
- Directeur de l'édition : Sylvain Leduc
- Mixage : Lionel Capouillez
- Ingénieur lumière : Paul Chappet
- Image : Raphaël Bauche
- Production : 
  - Mosaert :
    - Producteur : Paul Van Haver
    - Producteur exécutif : Eric Roobaert
    - Manager : Dimitry Borrey
    - Artiste décor : Luc Junior Tam
    - Styliste : Coralie Barbier
    - Designer graphique : Vincent Bold, Olivier Gillard
    - Photographes : Dati Bendo, Michaël Ferire
    - Chorégraphe : Marion Motin

  - Program33
  - Sailor
  - Auguri Productions
  - Centre Bell
  - Escapelab
  - Benuts